# Chazand
Chazand (ou Shazand ; en persan : شازند / Šâzand) est une ville de la province de Markazi en Iran anciennement connue sous le nom de  Edris Abad . Le département de Chazand était précédemment connu sous le nom de Sarband.
Les sites importants naturels et monuments religieux de la ville sont:
- Barrage Hendou
- Terre maracagéuse d'Abbas Abad, Eskan et Emarat
- Imamzadeh Shal-enb-Ali.